# Isatis buschiana
Isatis buschiana là một loài thực vật có hoa trong họ Cải. Loài này được Schischk. mô tả khoa học đầu tiên.